# 스프링힐드 잭

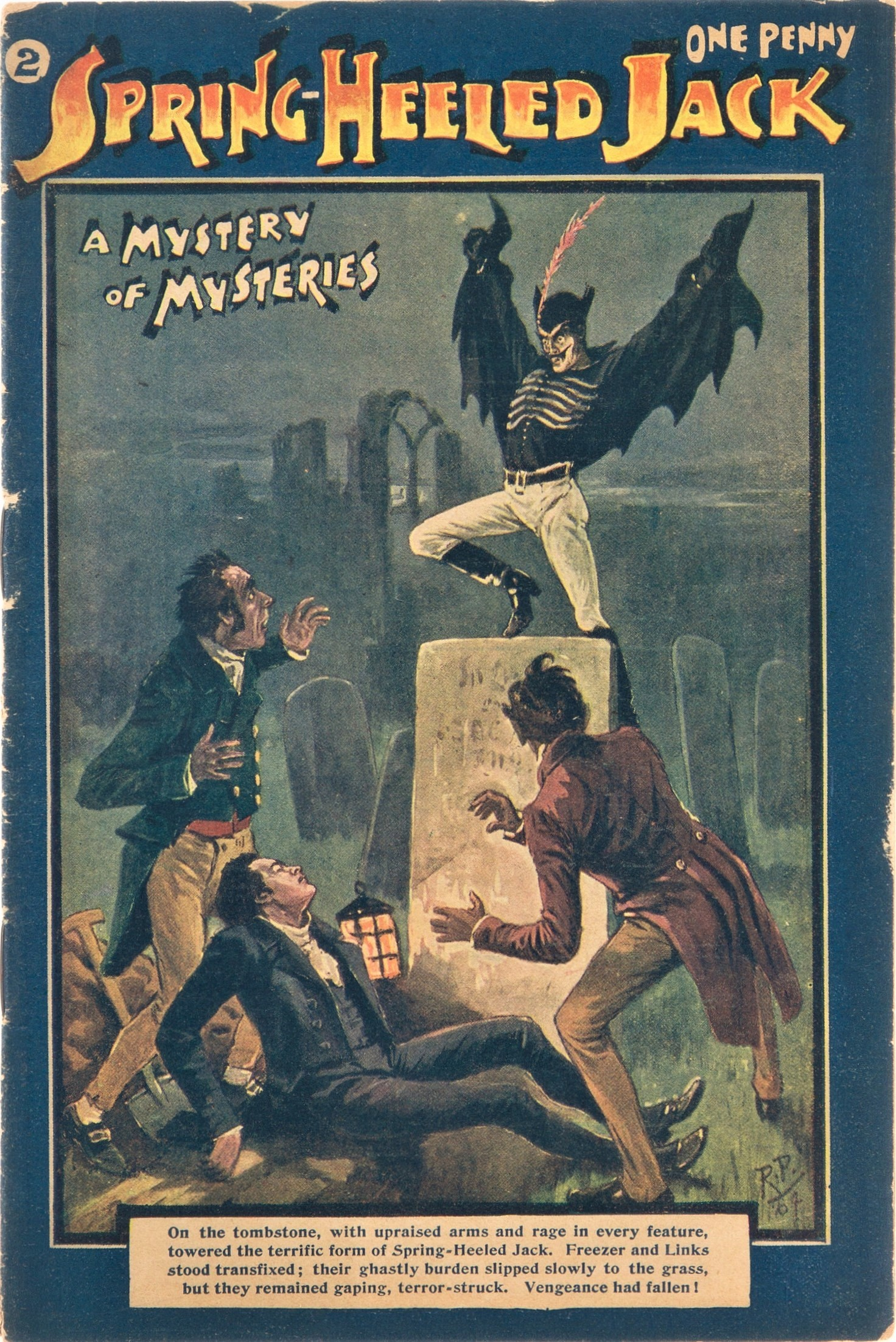

스프링힐드 잭(Spring-heeled Jack)은 빅토리아 시대 잉글랜드의 도시전설에 등장하는 존재이다. 스프링힐드 잭이 최초로 목격된 것은 1837년이었고, 그 뒤로도 그레이트브리튼섬 전역에서 목격담이 보고되었다. 특히 런던 교외와 스코틀랜드, 미들랜즈에서 목격담이 빈발했다.

## 같이 보기
- 잭 더 리퍼
- 강시
- 크람푸스
- 모스맨
- 배트맨